# Guillem Crespí Coll «es Panderer»
Guillem Crespí Coll «es Panderer» (Santa Margalida, Mallorca, 1891-1949). Glosador.

## Biografia
Era fill de Guillem Crespí Garau i d'Antònia Coll Capó i era el segon de tres germans. Va emigrar a Cuba als 16 anys, on treballà al moll descarregant vaixells i s'hi dedicà a fer carbó durant uns vint anys. A Cuba va conèixer la que seria la seva esposa, Maria Avellà Huguet, filla també d'emigrants procedents de Santa Margalida. Es casaren a Yaguajay, província de Santa Clara, en un indret de la selva cubana, mentre Guillem treballava de carboner, devers l'any 1911. Més tard, a l'entorn de 1926, s'instal·là de manera definitiva, amb la seva família, a Santa Margalida, on treballà de pagès.
L'afició de glosar li va començar prest. Abans del viatge a Cuba ja se li atribueixen gloses i alguns que el varen conèixer a Cuba diuen que per allà feia gloses en castellà. Sembla que la vena de glosador li venia de la seva mare, de la qual es deia que era millor glosadora que no ell i que quan parlava, les gloses li sortien quasi sense adonar-se'n. D'ideologia republicana, tenia 45 anys quan es va produir l'aixecament de falangistes i militars. La seva antiga amistat amb el primer batle del règim franquista, Simó Genovard, el salvà de patir la repressió: Simó Genovard només li manà que romangués a Santa Eulària, la terra de la seva propietat que conrava, i que no se'n mogués mentre no hagués acabat la guerra. "Es Panderer" va morir a Santa Margalida l'any 1948, 
No va publicar mai cap plagueta de gloses. És considerat un dels millors glosadors de Santa Margalida i fou l'autor de gloses de temàtica variada. Tractà, en especial, les situacions de la vida quotidiana i emprà, a vegades, el recurs a la personificació d'animals. En algunes de les seves gloses va referència a la situació social i política durant la postguerra, des d'una posició obertament crítica.
Després de la Guerra Civil, la gent anava molt escassa de tabac, i amb un jove comentava la situació tan dolenta que es passava en general. Es Panderer li va dir:
| «                | En Franco se fuma puros i es cunyat es quarterons, sa Falange picadura, tu et fumaràs es collons. A s'estany no hi ha tabac, a Mallorca es pa curteja i en Franco que malaveja que a Espanya tenguin es blat. | » |
| — Guillem Crespí | |   |

## Que no ho sàpiga es Panderer
Es Boscaner era un veïnat de la finca que tenia es Panderer, va dur un ase a vendre al mercat de Sineu. Però no s'acabava d'entendre amb els compradors. Va anar mercadejant, fins que va arribar a una barrina: vendre el ruc a pes. Això no s'havia fet mai i, per tant, va demanar que d'això no en diguessin res.
Es Panderer ho contà així:
| «                | Quan va arribar es Boscaner les va dir a totes tres, callau i no digueu res, que no ho sàpiga es Panderer , mestre Tomeu Boscaner ha venut es ruc a pes. Tota sa gent de Sineu a sa romana corria, per veure què pesaria es ruc de l'amo en Tomeu. | » |
| — Guillem Crespí | |   |